# Star Trek (videojoc de 1971)
Star Trek és un videojoc d'ordinador conversacional que posa al o la jugadora al comandament de la USS Enterprise amb la missió de caçar i destruir una flota invasora de naus de guerra Klingon.
Es va programar en BASIC amb una àmplia distribució i es portà a molts microordinadors i ordinadors centrals gràcies a la publicació del seu codi font al llibre 101 BASIC Computer Games. En Bob Leedom va fer una versió més extensa sota el nom de Super Star Trek, els ports de la qual varen estar disponibles a pràcticament tots els ordinadors centrals i mini versions de BASIC.
Fou relativament fàcil portar Super Star Trek a Microsoft BASIC, i la inclusió del seu codi al llibre BASIC Computer Games (el primer llibre sobre informàtica amb milions de vendes) el va fer molt popular i portat a pràcticament tots els sistemes ordinadors domèstics de l'era.
A més d'estar connectat a la subcultura de Star Trek, popular entre experts en informàtica i programadors, Star Trek és una icona del hacking. En els darrers anys s'ha traduït a molts idiomes i duit a diferents plataformes amb version que substitueixen la interfície de text amb versions gràfiques.